# El Tecolote, Venado
El Tecolote är en ort i Mexiko.   Den ligger i kommunen Venado och delstaten San Luis Potosí, i den centrala delen av landet, 400 km nordväst om huvudstaden Mexico City. El Tecolote ligger 1 752 meter över havet och antalet invånare är 251.
Terrängen runt El Tecolote är huvudsakligen platt, men åt nordost är den kuperad. Runt El Tecolote är det glesbefolkat, med 10 invånare per kvadratkilometer. Närmaste större samhälle är Polocote de Arriba, 9,9 km väster om El Tecolote. Omgivningarna runt El Tecolote är i huvudsak ett öppet busklandskap.